# Gołończyce
Gołończyce (biał. Галёнчыцы) – wieś na Białorusi w rejonie kamienieckim obwodu brzeskiego. Miejscowość wchodzi w skład sielsowietu Dymitrowicze.
Gołończyce leżą 11 km na północny zachód od Kamieńca, 51 km na północ od Brześcia, 25 km na północny wschód od stacji kolejowej Wysoka-Litowsk na linii Brześć-Białystok. Przez wieś przechodzi Oberowszczyzna-Wierzchowicze-Kamieniec Н343